# Aleochara rubripennis
Aleochara rubripennis är en skalbaggsart som först beskrevs av Thomas Casey 1906.  Aleochara rubripennis ingår i släktet Aleochara och familjen kortvingar. Inga underarter finns listade i Catalogue of Life.